# Poiretia bahiana
Poiretia bahiana är en ärtväxtart som beskrevs av C.Mueller. Poiretia bahiana ingår i släktet Poiretia och familjen ärtväxter. Inga underarter finns listade i Catalogue of Life.